# Thomas Vũ Đình Hiệu
Thomas Vũ Đình Hiệu (Ninh Mỹ, 30 ottobre 1954) è un vescovo cattolico vietnamita, dal 17 agosto 2013 vescovo di Bùi Chu.

## Biografia
Thomas Vũ Đình Hiệu è nato il 30 ottobre 1954 a Ninh Mỹ, un villaggio facente parte del comune di Hải Giang del distretto Hải Hậu, nella provincia di Nam Dinh, ottavogenito di una famiglia cattolica con nove figli che fuggì a sud poco dopo la sua nascita. Tuttavia, con la riunificazione del Vietnam nel 1975, tornarono a vivere al nord.

### Formazione e ministero sacerdotale
Sentita sin da bambino la vocazione al sacerdozio, a dodici anni è entrato nel seminario minore San Paolo di Xuân Lộc nel 1966 e in seguito ha frequentato il Pontificio Collegio San Pio X di Ðà Lat dal 1973 al 1977. A causa della difficile ed instabile situazione politica del Vietnam post-guerra, ha dovuto attendere diversi anni per poter essere ordinato sacerdote perciò negli anni ha prestato servizio pastorale volontario presso la parrocchia Tân Mai 2 ed è stato successivamente segretario del vescovo Paul Marie Nguyễn Minh Nhật. È stato ordinato presbitero il 22 gennaio 1999 continuando a servire nella curia ed in seguito venne inviato a Tolosa per completare la sua formazione presso l'Institut catholique de Toulouse, ottenendo la maîtrise (diploma nazionale francese) in teologia nel 2006. Tornato in patria, è stato cancelliere della diocesi di Xuân Lôc fino al 2009.

### Ministero episcopale
Il 25 luglio 2009 papa Benedetto XVI lo ha nominato vescovo ausiliare di Xuân Lôc, assegnandogli la sede titolare di Baanna. Ha ricevuto l'ordinazione episcopale il 10 ottobre 2009 dal Vescovo di Xuân Lôc Dominique Nguyễn Chu Trinh.
Il 24 dicembre 2012 è stato nominato vescovo coadiutore di Bùi Chu. Il 17 agosto 2013, giorno della morte del suo predecessore, è succeduto al governo della diocesi.
In seno alla conferenza episcopale del Vietnam è stato presidente del comitato per l'educazione cattolica per il triennio 2010 – 2013 e presidente della Caritas Vietnam fin dal 2013.
Nel 2016 ha avviato il progetto di costruzione della nuova cattedrale in sostituzione della precedente, completata nel 1885, ma ormai molto deteriorata e demolita ad agosto 2020.

## Genealogia episcopale
La genealogia episcopale è:
- Cardinale Scipione Rebiba
- Cardinale Giulio Antonio Santori
- Cardinale Girolamo Bernerio, O.P.
- Arcivescovo Galeazzo Sanvitale
- Cardinale Ludovico Ludovisi
- Cardinale Luigi Caetani
- Cardinale Ulderico Carpegna
- Cardinale Paluzzo Paluzzi Altieri degli Albertoni
- Papa Benedetto XIII
- Papa Benedetto XIV
- Papa Clemente XIII
- Cardinale Bernardino Giraud
- Cardinale Alessandro Mattei
- Cardinale Pietro Francesco Galleffi
- Cardinale Giacomo Filippo Fransoni
- Cardinale Carlo Sacconi
- Cardinale Edward Henry Howard
- Cardinale Mariano Rampolla del Tindaro
- Cardinale Rafael Merry del Val
- Arcivescovo Duarte Leopoldo e Silva
- Arcivescovo Paulo de Tarso Campos
- Cardinale Agnelo Rossi
- Vescovo Dominique Nguyễn Văn Lãng
- Vescovo Paul Marie Nguyễn Minh Nhật
- Vescovo Dominique Nguyễn Chu Trinh
- Vescovo Thomas Vũ Đình Hiệu